# نشان ملی آلمان
پوشش نشان ملی آلمان نمایش عقاب سیاه (Bundesadler «عقاب فدرال»، که پیشتر به آن Reichsadler «عقاب ایمپریال» می‌گفتند) بر روی یک سپر زرد. این نشان از جمهوری وایمار (به‌کارگیری در ۱۹۱۹ تا ۱۹۳۵ میلادی) که سپس به دست جمهوری فدرال آلمان در سال ۱۹۵۰ میلادی به تصویب رسید. طرح فعلی این نشان به دست توبیاس شواب (۱۸۸۷–۱۹۶۷ میلادی) انجام شد و در سال ۱۹۲۸ میلادی معرفی شده است.

## نگارخانه

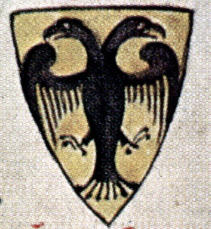
نخستین تصویر «رایش‌سادلر» به‌صورت دو سر (نشان اتوی چهارم از وقایع‌نامه بزرگ», ca. ۱۲۵۰)
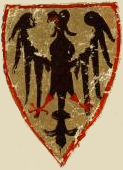
نشان ملی هاینریش ششم (Codex Manesse, ca. ۱۳۰۴)
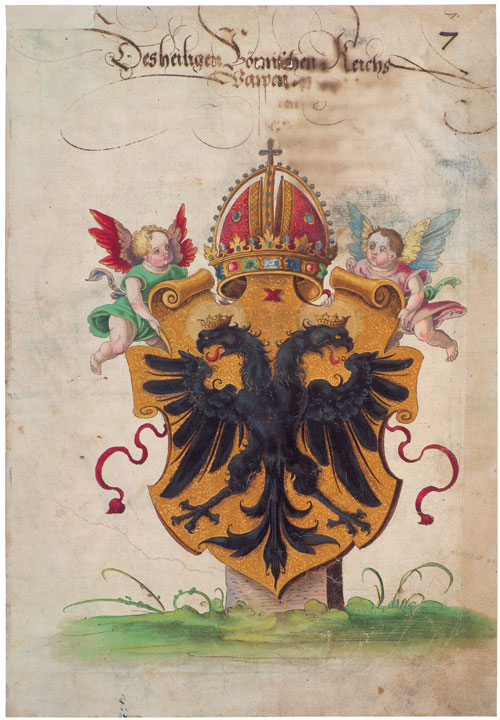
نشان امپراتوری مقدس روم با دو پوتی (نسخه خطی سده ۱۵۴۰)
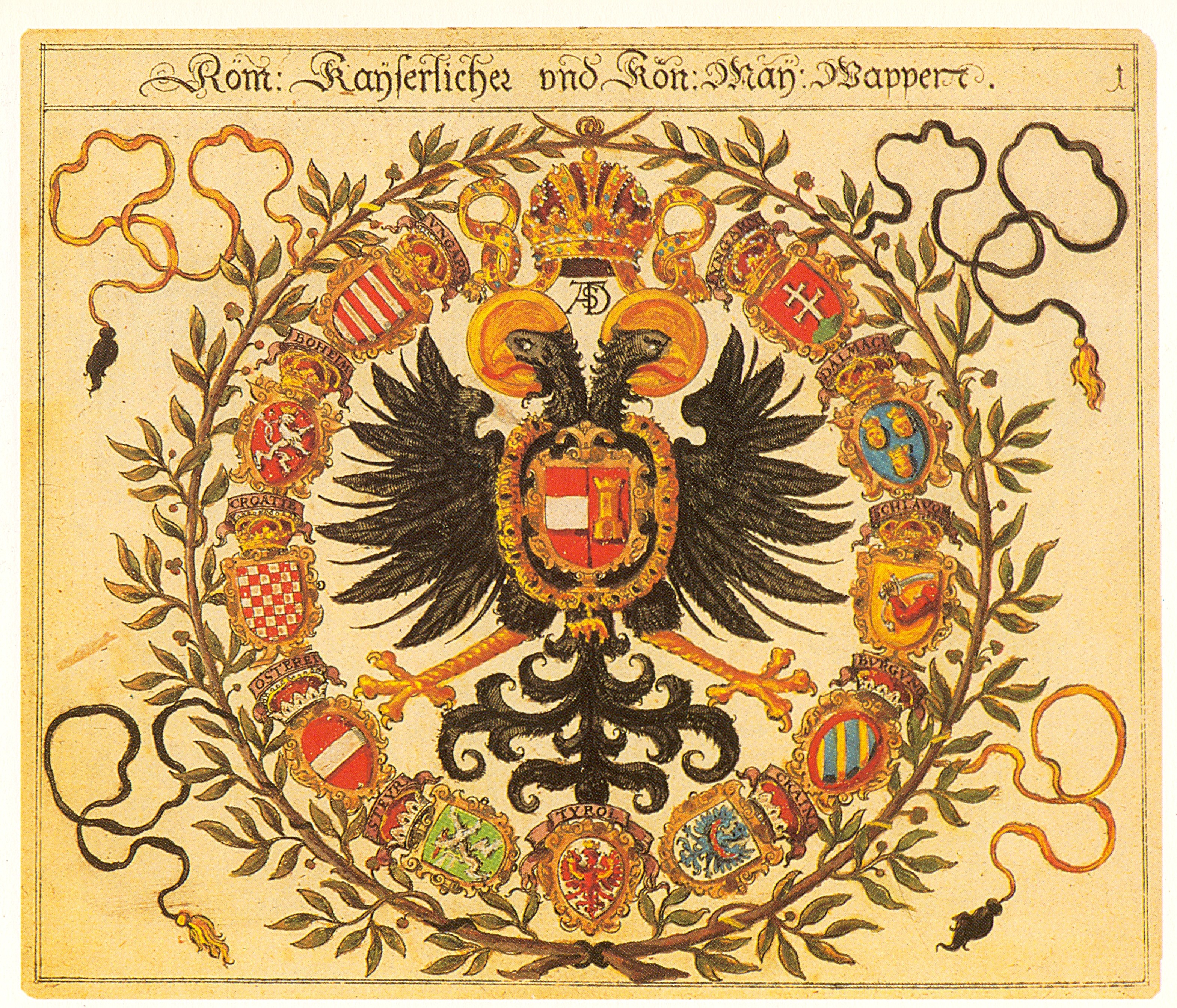
نشان پادشاهی (Röm[ischer] Kayserlicher und Kön[iglicher] May[estät] Wappen) from Siebmachers Wappenbuch (۱۶۰۵)
نشان ۱۸۰۴–۱۸۰۶ فرانتس دوم، امپراتور مقدس روم (امپراتور فرانسیس اول اتریش).